# گورستان گوزول گول
قبرستان گوزول گول مربوط به سده‌های اولیه دوران‌های تاریخی پس از اسلام است و در شهرستان بوئین‌زهرا، بخش آوج، دهستان نیارج، روستای شوراب واقع شده و این اثر در تاریخ ۲۶ اسفند ۱۳۸۶ با شمارهٔ ثبت ۲۲۲۲۴ به‌عنوان یکی از آثار ملی ایران به ثبت رسیده است.